# 布里西亞及加達前阿爾卑斯山脈

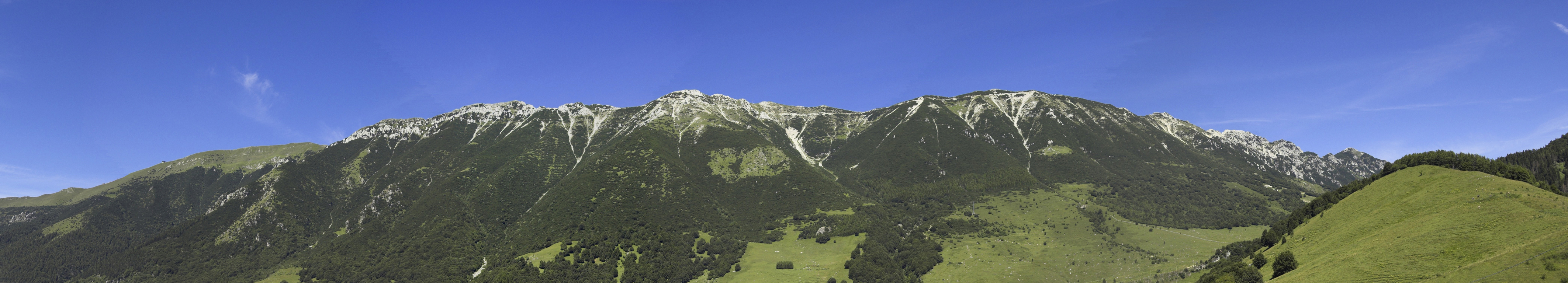

布里西亞及加達前阿爾卑斯山脈是意大利的山脈，是東阿爾卑斯山脈的一部分，橫跨倫巴底、威尼托和特倫蒂諾-上阿迪傑，最高點海拔高度2,254米。

## 外部連結
- Italian official cartography (Istituto Geografico Militare - IGM); on-line version: www.pcn.minambiente.it （页面存档备份，存于）